# Trigonotylus ruficornis
Trigonotylus ruficornis is een wants uit de familie van de blindwantsen (Miridae). De soort werd het eerst wetenschappelijk beschreven door Étienne Louis Geoffroy in 1785.

## Uiterlijk
De slanke groene wants is macropteer en kan 4,5 tot 6,5 mm lang worden. Over het midden van de kop loopt een duidelijke donkergroene groef in de lengte en twee donkergroene lijnen over de ogen die doorlopen over het halsschild en het scutellum. Over het halsschild en scutellum loopt in het midden een lichtgroene streep in het midden. De antennes zijn rood, op het eerste segment lopen in de lengte onduidelijke lichte strepen. De pootjes zijn geheel groen.

## Leefwijze
De soort doorstaat de winter als eitje. De eitjes worden achter de bladschede gelegd. De volwassen dieren van de eerste generatie zijn vanaf april aan te treffen in droge gebieden op grassoorten zoals timoteegras (Phleum pratense), rood zwenkgras (Festuca rubra), gewoon struisgras (Agrostis capillaris), pijpenstrootje (Molinia caerulea), bochtige smele (Deschampsia flexuosa), fioringras (Agrostis stolonifera) en gewoon kweldergras (Puccinellia maritima). De tweede generatie is van mei tot oktober actief.

## Leefgebied
De soort is zeer algemeen in Nederland. Het verspreidingsgebied strekt zich uit van Europa tot Noord-Afrika.